# Жоффруа V Плантагенет
Жоффруа (Готфрід) V Анжуйський, на прізвисько Гарний або Плантагенет (24 серпня 1113 — 7 вересня 1151) — граф Анжу і Мена з 1129, граф де Мортен з 1141, герцог Нормандії з 1144, старший син графа Анжйського та короля Єрусалимського Фулька V та його першої дружини Ірменгарди І (графині Мена). Від його прізвиська утворилася назва династії Плантагенети. У віці 15 років одружився з Матильдою (королевою Англії на кілька місяців упродовж 1141 року.

## Родина
Дружина — Матильда (королевою Англії на кілька місяців упродовж 1141 року).
Діти:
- Генріх II Плантагенет (1133—1189) — граф Анжуйський, Менський та Пуату, герцог Нормандії та Аквітанії, король Англії (Генріх II).
- Жоффруа VI Анжуйський (1134—1158) — раф Анжуйський, Менський та Нанта; потомства не залишив.
- Гійом Плантагенет (1136—1164) — граф Пуату; потомства не залишив.

Коханка — (можливо Аделаїда Анжерська)
Діти:
- Гамелін де Варенн, бастард д'Анжу (бл. 1130—1202) — пізніше прийняв ім'я роду дружини де Варенн і став 5-м графом Суррей і графом де Варенн .

Коханка — невідома/невідомі
Діти:
- Емма — вийшла заміж за Давида ап Овен Гвінеддського, князя Північного Уельсу (бл. 1134—1204).
- Марія — черниця, абатиса Шафтесбері